# 아다 샤르마
아다 샤르마(힌디어: अदा शर्मा, 영어: Adah Sharma, 1992년 5월 11일 ~ )는 인도의 배우이다.

## 출연 작품
- 코만도 인 런던 (2019)
- 수브라마니엄 포 세일 (2015)
- 1920 (2008)

## 같이 보기
- 인도 영화 배우 목록